# Michigan
Michigan (ˈmɪʃɪgənⓘ) este un stat al Statelor Unite ale Americii aflat în zona cunoscută în Statele Unite ale Americii ca Midwest.  A fost denumit după Lacul Michigan.  Cuvântul Michigan provine din limba franceză, fiind preluat după denumirea originară a lacului din limba nativă americană Ojibwe, misshikama (citit "mish-ih-GAH-muh"), ceea ce înseamnă "Marele Lac".  Michigan a devenit cel de-al douăzeci și șaselea stat al Statelor Unite ale Americii la 26 ianuarie 1837.

## Geografie
Statul Michigan este format din două peninsule situate între 82°30' și 90°30' longitudine vestică, separate de strâmtoarea Mackinak.   Paralela 45 nordică, marcată de indicatoare pe șoselele statului, îl traversează pe o linie care atinge Mission Point Light, situat lângă Traverse City, localitățile Gaylord și Alpena, situate în Peninsula Inferioară și localitatea Menominee, situată în Peninsula Superioară. Cu excepția a două mici zone (zona din Peninsula Superioară fiind drenată de râul Wisconsin, iar cea din Peninsula Inferioară de râul Kankakee-Illinois, ambele tributare fluviului Mississippi), întreg statul este situat în bazinul Marile Lacuri-fluviul Saint Lawrence.
Statul Michigan este înconjurat, de la est la vest, de Lacul Eire, Lacul Huron, Lacul Michigan și Lacul Superior. Are mai multe faruri, terenuri de golf publice și bărci înregistrate decât oricare alt stat din Uniune. Se învecinează la sud cu statele Ohio și Indiana, la vest cu statele Illinois, Wisconsin și Minnesota, iar la nord și la est cu provincia canadiană Ontario.
Peninsula Superioară, dens împădurită, are un relief relativ înalt în vest.   Munții Porcupine, care sunt parte integrantă a unuia din cele mai vechi lanțuri muntoase din lume, se înalță până la aproape 600 metri deasupra nivelului mării și formează cumpăna apelor dintre lacurile Superior și Michigan. Versanții sunt accidentați pe ambele părți.  Muntele Avron (603 m), situat în Munții Huron, la nord vest de Marquette, este cel mai înalt punct din stat. Peninsula Superioară are o suprafață egală cu cea a statelor Connecticut, Delaware, Masssachusetts și Rhode Island luate împreună, dar populația este de numai 330.000 de locuitori. Aceștia sunt câteodată porecliți Yoopers. Modul în care vorbesc, Yooper dialect, a fost puternic influențat de numeroșii imigranți scandinavi și canadieni care au colonizat zona în perioada boom-ului economic din industria minieră și forestieră de la sfârșitul secolului XIX. Originea termenului este pronunția în engleză a acronimului U.P.ers (Upper Peninsulars), în traducere locuitor din Peninsula Superioară.

## Demografie

### 2010
Populația totală a statului în 2010: 9,883,640
Structura rasială în conformitate cu recensământul din 2010:
- 78.9% Albi (7,803,120)
- 14.2% Negri (1,400,362)
- 0.6% Americani Nativi (62,007)
- 2.4% Asiatici (238,199)
- 0.0% Hawaieni Nativi sau locuitori ai Insulelor Pacificului (2,604)
- 2.3% Două sau mai multe rase (230,319)
- 1.4% Altă rasă (147,029)
- 4.4% Hispanici sau Latino (de orice rasă) (436,358)

### Limbi vorbite
| Limbii vobite                             | Procentul din populație (în anul 2010) |
| ----------------------------------------- | -------------------------------------- |
| Spaniola                                  | 2,93%                                  |
| Araba                                     | 1,04%                                  |
| Germană                                   | 0,44%                                  |
| Chineza (inclusiv mandarina)              | 0,36%                                  |
| Franceză                                  | 0,31%                                  |
| Poloneză                                  | 0,29%                                  |
| Limbi Asiriene                            | 0,25%                                  |
| Italiana                                  | 0,21%                                  |
| Albaneză                                  | 0,19%                                  |
| Hindi,Tagalog,Vietnameză,Japoneza,Coreana | 0,16%                                  |

### Religia
| Religia              | Procentul din populație |
| -------------------- | ----------------------- |
| Creștini             | 70%                     |
| Protestanți          | 51%                     |
| Romano-catolici      | 18%                     |
| Mormoni              | 0.5%                    |
| Martorii lui Iehova  | 1%                      |
| Ortodocși            | 0.5%                    |
| Alt tip de creștini  | 1%                      |
| Evrei                | 1%                      |
| Budiști              | 1%                      |
| Islam                | 1%                      |
| Hinduși              | 0.5%                    |
| Alte religii         | 1%                      |
| Fără religie         | 24%                     |
| Fără răspuns/Nu știu | 1%                      |
| Total                | 100%                    |

## Regiuni înfrățite
- Prefectura Shiga,Japonia
- Provincia Sichuan,China